# Magno (console 518)
Flavio Anastasio Paolo Probo Moschiano Probo Magno (latino: Flavius Anastasius Paulus Probus Moschianus Probus Magnus; fl. 518) è stato un politico bizantino.
L'imperatore Anastasio I era lo zio della madre, mentre il console per l'anno 512, il generale illirico Moschiano, suo padre. Magno fu eletto console per l'anno 518. La figlia Giuliana sposò Marcello, fratello dell'imperatore Giustino II.